# 합천 해인사 고려목판
경상남도 합천군 해인사에 소장되어 있는 고려시대의 불교경전, 고승의 저술, 시문집 등이 새겨진 목판이다. 이 목판은 국가기관인 대장도감(大藏都監)에서 새긴 합천 해인사 대장경판(국보 제32호)과는 달리, 지방관청이나 절에서 새긴 것이다. 현재 해인사 대장경판전 사이에 있는 동·서 사간판전(寺刊板殿)에 보관되어 있다.
후박나무를 짠물에 담가 지방기를 빼고 나무결을 삭혀 잘 말린 다음 판각하였기 때문에 원형 그대로 잘 보존되었다. 이 목판에는 『금강경』, 『화엄경』 등의 대승경전과 신라·고려·중국의 고승이나 개인의 시문집 및 저술들이 있는데, 경전류는 대부분 간행기록이 있어 고려시대 불교경전의 유통 등 불교신앙의 경향을 알 수 있다. 고승이나 개인의 시문집 및 저술 등은 비록 간행기록이 없고 전권을 갖추지 못한 것이 많으나, 그 내용이 전하지 않거나 역사적으로 희귀한 자료들이다.
고려시대 판화 및 판각기술은 물론이고, 한국 불교사상 및 문화사 연구에 중요한 자료로 평가된다.

## 국보 제206호
합천 해인사 고려목판(陜川 海印寺 高麗木板)은 해인사에 소장되어 있는 고려시대에 새긴 목판으로, 《대방광불화엄경》 진본(晉本) 728매, 주본(周本) 941매 등 불교경전, 고승의 저술, 시문집 등 총 54종 2,835판이다. 
국가기관인 대장도감에서 새긴 해인사 대장경판과는 달리 사찰이나 지방관서에서 새긴 것으로 현재 해인사 장경판전 사이에 있는 동서 사간판전에 봉안되어 있다.이 목판들은 금강경, 화엄경 등의 대승경전과 신라·고려·중국의 고승이나 개인의 시문집 및 저술들이다. 
경전류는 대부분 간행기록이 있어 고려시대 불교경전의 유통 등 불교신앙의 경향을 알 수 있으며, 고승 및 개인의 시문집과 저술 등은 비록 간행 기록이 없고 산실이 많으나 그 내용이 전해지지 않거나 역사적으로 희귀한 자료들로서 한국 불교사상 및 문화를 알 수 있는 유일한 자료들이다. 그리고 그 자체가 한국 목판 인쇄술의 실증적 자료로서 그 시대의 문화를 상징하는 서각예술품이기도 하다. 
해인사의 고려시대에 판각한 경판은 모두 54종 2,835판인데, 이중 28종 2,725판이 국보 제206호로 지정되어 있고, 26종 110판은 보물 제734호로 지정되어 있다.

### 세부 목록
| 번호     | 사진 | 명칭 | 지정일                                         |
| 206-1호  |      | 합천 해인사 고려목판 - 묘법연화경 (陜川 海印寺 高麗木板 - 妙法蓮華經)                                                             | 1982년 5월 22일 지정, 2010년 8월 25일 명칭변경 |
| 206-2호  |      | 합천 해인사 고려목판 - 화엄경관자재보살소설법문별행소 (陜川 海印寺 高麗木板 - 華嚴經觀自在菩薩所說法門別行疏)                     | 1982년 5월 22일 지정, 2010년 8월 25일 명칭변경 |
| 206-3호  |      | 합천 해인사 고려목판 - 대불정여래밀인수증요의제보살만행수능엄경 (陜川 海印寺 高麗木板 - 大佛頂如來密因修證了義諸菩薩萬行首楞嚴經) | 1982년 5월 22일 지정, 2010년 8월 25일 명칭변경 |
| 206-4호  |      | 합천 해인사 고려목판 - 대방광불화엄경세주묘엄품 (陜川 海印寺 高麗木板 - 大方廣佛華嚴經世主妙嚴品)                                 | 1982년 5월 22일 지정                           |
| 206-5호  |      | 합천 해인사 고려목판 - 금강반야바라밀경 (陜川 海印寺 高麗木板 - 金剛般若波羅蜜經)                                                 | 1982년 5월 22일 지정                           |
| 206-6호  |      | 합천 해인사 고려목판 - 금강반야바라밀경 (陜川 海印寺 高麗木板 - 金剛般若波羅蜜經)                                                 | 1982년 5월 22일 지정                           |
| 206-7호  |      | 합천 해인사 고려목판 - 화엄경보현행원품 (陜川 海印寺 高麗木板 - 華嚴經普賢行願品)                                                 | 1982년 5월 22일 지정                           |
| 206-8호  |      | 합천 해인사 고려목판 - 법화경보문품 (陜川 海印寺 高麗木板 - 法華經普門品)                                                         | 1982년 5월 22일 지정                           |
| 206-9호  |      | 합천 해인사 고려목판 - 인천 보감 (陜川 海印寺 高麗木板 - 人天寶鑑)                                                                | 1982년 5월 22일 지정, 2010년 8월 25일 명칭변경 |
| 206-10호 |      | 합천 해인사 고려목판 - 불설예수시왕생칠경 (陜川 海印寺 高麗木板 - 佛說預修十王生七經)                                             | 1982년 5월 22일 지정                           |
| 206-11호 |      | 합천 해인사 고려목판 - 삼십팔분공덕소경 (陜川 海印寺 高麗木板 - 三十八分功德疏經)                                                 | 1982년 5월 22일 지정                           |
| 206-12호 |      | 합천 해인사 고려목판 - 불설아미타경 (陜川 海印寺 高麗木板 - 佛說阿彌陀經)                                                         | 1982년 5월 22일 지정                           |
| 206-13호 |      | 합천 해인사 고려목판 - 대방광불화엄경략신중 (陜川 海印寺 高麗木板 - 大方廣佛華嚴經略神衆)                                         | 1982년 5월 22일 지정                           |
| 206-14호 |      | 합천 해인사 고려목판 - 화엄경변상도 주본 (陜川 海印寺 高麗木板 - 華嚴經變相圖 周本)                                               | 1982년 5월 22일 지정                           |
| 206-15호 |      | 합천 해인사 고려목판 - 대방광불화엄경 정원본 (陜川 海印寺 高麗木板 - 大方廣佛華嚴經 貞元本)                                       | 1982년 5월 22일 지정, 2010년 8월 25일 명칭변경 |
| 206-16호 |      | 합천 해인사 고려목판 - 대방광불화엄경 진본 (陜川 海印寺 高麗木板 - 大方廣佛華嚴經 晋本)                                           | 1982년 5월 22일 지정, 2010년 8월 25일 명칭변경 |
| 206-17호 |      | 합천 해인사 고려목판 - 대방광불화엄경 주본 (陜川 海印寺 高麗木板 - 大方廣佛華嚴經 周本)                                           | 1982년 5월 22일 지정, 2010년 8월 25일 명칭변경 |
| 206-18호 |      | 합천 해인사 고려목판 - 대방광불화엄경소 (陜川 海印寺 高麗木板 - 大方廣佛華嚴經疏)                                                 | 1982년 5월 22일 지정                           |
| 206-19호 |      | 합천 해인사 고려목판 - 대방광불화엄경수소연의초 (陜川 海印寺 高麗木板 - 大方廣佛華嚴經隨䟽演義鈔)                                 | 1982년 5월 22일 지정, 2010년 8월 25일 명칭변경 |
| 206-20호 |      | 합천 해인사 고려목판 - 금강반야바라밀경 (陜川 海印寺 高麗木板 - 金剛般若波羅蜜經)                                                 | 1982년 5월 22일 지정                           |
| 206-21호 |      | 합천 해인사 고려목판 - 불설장수멸죄호제동자다라니경 (陜川 海印寺 高麗木板 - 佛說長壽滅罪護諸童子陀羅尼經)                         | 1982년 5월 22일 지정                           |
| 206-22호 |      | 합천 해인사 고려목판 - 대각국사문집 권1~20, 23 (陜川 海印寺 高麗木板 - 大覺國師文集 卷一~二十, 二十三)                            | 1982년 5월 22일 지정, 2010년 8월 25일 명칭변경 |
| 206-23호 |      | 합천 해인사 고려목판 - 대각국사외집 권1~13 (陜川 海印寺 高麗木板 - 大覺國師外集 卷一~十三)                                        | 1982년 5월 22일 지정, 2010년 8월 25일 명칭변경 |
| 206-24호 |      | 합천 해인사 고려목판 - 남양선생시집 (陜川 海印寺 高麗木板 - 南陽先生詩集)                                                         | 1982년 5월 22일 지정, 2010년 8월 25일 명칭변경 |
| 206-25호 |      | 합천 해인사 고려목판 - 백화도량발원문약해 (陜川 海印寺 高麗木板 - 白花道場發願文略解)                                             | 1982년 5월 22일 지정                           |
| 206-26호 |      | 합천 해인사 고려목판 - 당현시범 (陜川 海印寺 高麗木板 - 唐賢詩範)                                                                 | 1982년 5월 22일 지정, 2010년 8월 25일 명칭변경 |
| 206-27호 |      | 합천 해인사 고려목판 - 약제경론염불법문왕생정토집 권상 (陜川 海印寺 高麗木板 - 略諸經論念佛法門往生淨土集 卷上)                   | 1982년 5월 22일 지정                           |
| 206-28호 |      | 합천 해인사 고려목판 - 십문화쟁론 (陜川 海印寺 高麗木板 - 十門和諍論)                                                             | 1982년 5월 22일 지정                           |

## 보물 제734호
합천 해인사 고려목판(陜川 海印寺 高麗木板)은 경상남도 합천군 해인사에서 보관하고 있는 고려시대의 불교경전과 유명한 승려들의 저술, 시문집 등이 새겨진 목판이다. 해인사에 있는 목판은 모두 54종 2,835판인데 이 중 28종 2,725판이 국보 제206호로 지정되어 있고, 26종 110판이 보물 제734호로 지정되어 있다.
해인사 고려각판은 국가기관인 대장도감에서 새긴 해인사 대장경판과는 달리 사찰이나 지방관청에서 새긴 것이며, 현재 해인사 대장경판전 사이에 있는 동·서 사간판전(寺刊版殿)에 보관되어 있다.
이 목판들은 금강경·화엄경 등의 대승불교 경전과 신라·고려·중국의 유명한 승려, 개인의 시문집 및 저술들이다. 이곳의 불교경전들에는 대부분 간행한 연대와 목적 등이 남아 있어서 고려시대 불교경전의 간행과 유통 등 불교신앙의 경향을 살펴볼 수 있는 중요한 자료가 된다. 고승 및 개인의 시문집과 저술 등에는 간행기록이 남아있지 않고 일부분이 훼손된 것들이 많다. 하지만 그 내용이 전하지 않거나 역사적으로 희귀한 자료들로서 당시의 불교사상과 문화를 알 수 있는 귀중한 자료가 된다.
해인사 고려각판은 자체가 우리나라가 목판인쇄술의 실증적 자료이며 그 시대의 문화를 상징하는 예술품으로 주목된다.

### 세부 목록
| 번호     | 사진 | 명칭 | 지정일               |
| 734-1호  |      | 합천 해인사 고려목판-금광명경 (陜川 海印寺 高麗木板-金光明經)                                             | 1982년 5월 22일 지정 |
| 734-2호  |      | 합천 해인사 고려목판-불설보문경 (陜川 海印寺 高麗木板-佛說普門經)                                         | 1982년 5월 22일 지정 |
| 734-3호  |      | 합천 해인사 고려목판-불설예수시왕생칠경 (陜川 海印寺 高麗木板-佛說預修十王生七經)                         | 1982년 5월 22일 지정 |
| 734-4호  |      | 합천 해인사 고려목판-불설예수시왕생칠경 (陜川 海印寺 高麗木板-佛說預修十王生七經)                         | 1982년 5월 22일 지정 |
| 734-5호  |      | 합천 해인사 고려목판-대방광불화엄경정행품 (陜川 海印寺 高麗木板-大方廣佛華嚴經淨行品)                     | 1982년 5월 22일 지정 |
| 734-6호  |      | 합천 해인사 고려목판-불설범석사천왕다라니경 (陜川 海印寺 高麗木板-佛說梵釋四天王陀羅尼經)                 | 1982년 5월 22일 지정 |
| 734-7호  |      | 합천 해인사 고려목판-대반야경과 (陜川 海印寺 高麗木板-大般若經科)                                         | 1982년 5월 22일 지정 |
| 734-8호  |      | 합천 해인사 고려목판-불설천존각온황신주경 (陜川 海印寺 高麗木板-佛說天尊却溫黃神呪經)                     | 1982년 5월 22일 지정 |
| 734-9호  |      | 합천 해인사 고려목판-불설천존각온황신주경 (陜川 海印寺 高麗木板-佛說天尊却溫黃神呪經)                     | 1982년 5월 22일 지정 |
| 734-10호 |      | 합천 해인사 고려목판-불정심관세음보살대다라니 (陜川 海印寺 高麗木板-佛頂心觀世音菩薩大陀羅尼)             | 1982년 5월 22일 지정 |
| 734-11호 |      | 합천 해인사 고려목판-불설십이마가반야바라밀다경 (陜川 海印寺 高麗木板-佛說十二摩訶般若波羅蜜多經)         | 1982년 5월 22일 지정 |
| 734-12호 |      | 합천 해인사 고려목판-보살상 (陜川 海印寺 高麗木板-菩薩像)                                                 | 1982년 5월 22일 지정 |
| 734-13호 |      | 합천 해인사 고려목판-화엄경변상도 (陜川 海印寺 高麗木板-華嚴經變相圖)                                     | 1982년 5월 22일 지정 |
| 734-14호 |      | 합천 해인사 고려목판-불설상천왕천제석청명장생경 (陜川 海印寺 高麗木板-佛說上天王天帝釋淸命長生經)         | 1982년 5월 22일 지정 |
| 734-15호 |      | 합천 해인사 고려목판-보살계본지범종요 (陜川 海印寺 高麗木板-菩薩戒本持犯宗要)                             | 1982년 5월 22일 지정 |
| 734-16호 |      | 합천 해인사 고려목판-대방광불화엄경관음지식품 (陜川 海印寺 高麗木板-大方廣佛華嚴經觀音知識品)             | 1982년 5월 22일 지정 |
| 734-17호 |      | 합천 해인사 고려목판-지자대사권수서방정업의병발원문 (陜川 海印寺 高麗木板-智者大師勸修西方淨業儀倂發願文) | 1982년 5월 22일 지정 |
| 734-18호 |      | 합천 해인사 고려목판-기신론필삭기 (陜川 海印寺 高麗木板-起信論筆削記)                                     | 1982년 5월 22일 지정 |
| 734-19호 |      | 합천 해인사 고려목판-대방광불화엄경여래출현품 (陜川 海印寺 高麗木板-大方廣佛華嚴經如來出現品)             | 1982년 5월 22일 지정 |
| 734-20호 |      | 합천 해인사 고려목판-연표 (陜川 海印寺 高麗木板-年表)                                                     | 1982년 5월 22일 지정 |
| 734-21호 |      | 합천 해인사 고려목판-화엄소 (陜川 海印寺 高麗木板-華嚴疏)                                                 | 1982년 5월 22일 지정 |
| 734-22호 |      | 합천 해인사 고려목판-대방광불화엄경수소연의초 (陜川 海印寺 高麗木板-大方廣佛華嚴經隨疏演義鈔)             | 1982년 5월 22일 지정 |
| 734-23호 |      | 합천 해인사 고려목판-기신론초 (陜川 海印寺 高麗木板-起信論抄)                                             | 1982년 5월 22일 지정 |
| 734-24호 |      | 합천 해인사 고려목판-기신효소 (陜川 海印寺 高麗木板-起信曉疏)                                             | 1982년 5월 22일 지정 |
| 734-25호 |      | 합천 해인사 고려목판-기신론과 (陜川 海印寺 高麗木板-起信論科)                                             | 1982년 5월 22일 지정 |
| 734-26호 |      | 합천 해인사 고려목판-화엄신중 (陜川 海印寺 高麗木板-華嚴神衆)                                             | 1982년 5월 22일 지정 |

## 같이 보기
- 해인사
- 합천 해인사 대장경판 - 국보 제32호
- 해인사 장경판전